# 박민기
박민기(朴珉基, 1912년 3월 20일 ~ 2005년 4월 9일)는 대한민국의 정치인이다. 제2공화국에서 정무 차관을 지내기도 했다. 묘소는 광주  5·18국립묘지이다.

## 약력
- 화순공립보통학교 졸업
- 독촉국민회 화순군지부 총무위원
- 화순금융조합장
- 민주당 중앙위원
- 제2대, 제5대 국회의원, 상공부 차관
- 대한민국 국호는 1948년 6월, 국회에서

전남  화순  출신  박민기  의원  제청으로
처음 대한민국이라는 국호가 정해졌다.

## 가족 관계
- 아내 : 2001년 사망[1]
- 첫째 아들 : 박형호
- 둘째 아들 : 박인용
- 셋째 아들 : 박승호(광주평화방송 보도제작부장)[2][3]
- 첫째딸 : 박정숙
- 둘째딸 : 박정옥
- 셋째딸 : 박정희
- 넷째딸 : 박정민(화순군 도암면 용강리 보건진료소장)[4][5]

## 역대 선거 결과
|  | 35.62% |

|  | 37.46% |

|  | 12.22% |

|  | 32.15% |

|  | 7.29% |

## 참고 자료
- 박민기 - 대한민국헌정회
- 《서울신문》(2005.4.12.) 부고

| 전임 김재곤(12대 정무차관) 박충훈(14대 사무차관) | 제15대 상공부 차관 1961년 5월 13일 ~ 1961년 5월 18일 | 후임 박충훈 |